# American Bank Center
El American Bank Center es un complejo deportivo y entretenimiento situado en Corpus Christi, Texas. El estadio consta de un centro de convenciones y un auditorio, además de la arena propiamente dicha. El centro acoge numerosas convenciones, ferias, exposiciones, presentaciones en vivo y eventos deportivos. Además, es la sede de varios equipos que practican distintos deportes: los Corpus Christi IceRays, un equipo de hockey sobre hielo que juega en la liga de hockey juvenil; los Corpus Christi Fury, un equipo de fútbol; y los Texas A&M-Corpus Christi Islanders, un equipo de baloncesto masculino y femenino que forma parte de la NCAA.
Es propiedad de la ciudad Corpus Christi en Texas, y administrado por la SMG. La compañía interna es Centerplate, una empresa que ofrece servicios de consultoría para eventos especiales y personalización en necesidades de alimentos y bebidas. En 2007 el escenario sería acogería un evento de la WWE. El mismo día que el show fue programado, el luchador profesional Chris Benoit murió. El evento fue cancelado y los aficionados recibieron un reembolso completo. El American Bank Center recibirá el evento de la WWE Elimination Chamber 2015.

## Instalaciones

### American Bank Center Arena
- El American Bank Center Arena es un pabellón deportivo situado junto al Centro de Convenciones del American Bank. La construcción de la Arena fue un esfuerzo conjunto por Thompson Ventulett Stainback & Associates, Arquitectónica y Gignac & Associates. El lugar comenzó la construcción el 3 de noviembre de 2002 y se terminó en octubre de 2004. Único en la zona en su diseño de sistema de asientos-split niveles. Esto permite que el gran lugar para tener la ilusión de un escenario teatral. La capacidad máxima de la arena es de 10 000 para eventos deportivos y conciertos. El costo del proyecto fue de más de $49 millones.

### Selena Auditorium
- El Auditorio Selena abrió sus puertas en 1979, conocida como la "Plaza Auditorio Bayfront". La sede fue el lugar de rodaje de The Johnny Canales Show. En 1996 el lugar fue rebautizado en conmemoración de la residente notable, Selena Quintanilla-Pérez. Fue renovado en 2004 para conectar la propiedad a los demás edificios del complejo. La capacidad máxima es de 2500. El lugar es conocido por su acústica y por ser "uno de los lugares más concurridos para el entretenimiento en el área de Texas Coastal Bend".

### American Bank Center Convention Center
- La apertura del centro de convenciones del American Bank Center de la década de 1970 y era conocido como el "Bayfront Plaza Convention Center" hasta noviembre de 2004. El centro de convenciones se compone de cinco salas de exposiciones, dos salones de baile y 21 salas de reuniones. El salón principal se llama el "Henry Garrett Ballroom". El centro de convenciones fue renovado en noviembre de 2004. El South Texas Oilfield Expo fue uno de los mayores clientes del centro de convenciones en 2012.